# Ludwig Mond
Ludwig Mond (Kassel, Njemačka, 7. ožujka 1839. – London, Engleska, 11. prosinca 1909.), engleski kemičar, industrijalac i sakupljač umjetnina njemačko-židovskog podrijetla

## Životopis
Rođen u Njemačkoj u bogatoj židovskoj obitelji. U rodnoj Njemačkoj stekao je visoko obrazovanje. U Marburgu i Heidelbergu je studirao kemiju. Preselio je u Englesku 1862. godine. Zaposlio se u tvornici koja je proizvodila sodu prema Leblancovu postupku. Osnovao je kemijsku tvrtku 1873. godine zajedno s Johnom Tomlinsonom Brunnerom. Razvili su znatno poboljšanu proizvodnju sode po novom, Solvayevu postupku. Mond se bavio time kako dobiti amonijak iz kamenog ugljena bogata dušikom. Pritom je istraživanjem našao prikladni postupak za proizvodnju generatorskoga plina. Britansko je državljanstvo stekao 1880. godine. Pridonio pionirskim istraživanjima gorivnih članaka. 1889. godine Mond i Carl Langer obnovili su zapažanja William Roberta Grovea. Gorivnom članku vodik - kisik dodali su separator, poroznu, vodljivu membranu za odvajanje anodnog i katodnog prostora, smanjujući mu na taj način dimenzije.
Niklov karbonil Mond je otkrio 1890. godine i time je omogućio proizvodnju čista nikla iz njegovih ruda. Postupak je dobio ime po Mondu. Izabran je u Kraljevsko društvo za unaprjeđenje prirodnih znanosti 1891. godine. Istaknut kao sakupljač umjetnina te se u njegovoj zbirci našla važna skupina talijanskih slika koju je oporučno ostavio Nacionalnoj galeriji u Londonu.

## Spomenici
U čast Ludwiga Monda izliven je spomenik. Dizajnirao ga je Édouard Lantéri a svečano ga je otkrio poslovni partner John Brunner 1913. godine. 1995. godine spomenik je premješten do Brunnerove statue ispred ureda Brunner Mond Worksa u Winningtonu. Statua je na popisu nacionalne baštine za Englesku i označena je kao na popisu kao zgrada Drugog stupnja.